# Estadio de Huasco Bajo
El Estadio de Huasco Bajo es un recinto deportivo radicado en Huasco Bajo, Región de Atacama. Es propiedad de la Ilustre Municipalidad de Huasco y su aforo es de 1000 espectadores. Actualmente hace de local el equipo de la ciudad Estrella de Huasco.
Está enmarcado en los fondos del programa Chilestadios del Instituto Nacional de Deportes.
La suma de inversión asciende a 151 895 000 CLP en una magnitud de 117 x 117 metros cuadrados.
Este proyecto es uno de los seis estadios licitados en la región de Atacama.

## Estrella del Huasco
En 2013 el Club Deportivo Estrella del Huasco participaba en la Tercera División B de Chile.